# Andreas Laudrup
Andreas Retz Laudrup (født 10. november 1990) er en tidligere professionel fodboldspiller fra Danmark, der senest spillede for AGF. Andreas Laudrup scorede 2-0 målet for FC Nordsjælland mod AC Horsens i mesterskabssæson i den sidste kamp i sæsonen.
I 2007 flyttede han med familien til Madrid og blev indmeldt som spiller på Real Madrids talenthold, da Michael Laudrup overtog trænerposten i Madridklubben Getafe CF. Tidligere har han været til prøvetræning i Ajax Amsterdam.
Efteråret 2008 var han tilbage i Lyngby BK som amatørspiller.
I januar 2009 underskrev Andreas en 3-årig aftale med FC Nordsjælland.
Den 10. januar 2013 skrev han under på en lejekontrakt med den franske klub AS Saint-Étienne som spiller i Ligue 1. Kontrakten gjaldt for et halvt år. Tiden i den franske klub blev dog ikke en succes for Laudrup, der fik opholdet spoleret af en lyskeskade.
Efter hans kontrakt den 30. juni 2014 udløb, forlod Andreas FCN. Han blev umiddelbart herefter præsenteret som ny spiller i AGF.
Andreas har en del fodboldspillere i den nærmeste familie. Han er søn af norske Siw Retz Laudrup og Michael Laudrup, barnebarn af Finn Laudrup, nevø til Brian Laudrup og halvbror til Mads Laudrup og fætter til Nicolai Laudrup.
Den 4. maj 2015 blev det offentliggjort at han stoppede sin aktive karriere grundet gigtsygdommen reaktiv artrit, som han på daværende tidspunkt havde kæmpet med i tre år.